# Mjösjön (Resele socken, Ångermanland)
Mjösjön är en sjö i Sollefteå kommun i Ångermanland och ingår i Ångermanälvens huvudavrinningsområde. Sjön har en area på 0,0965 kvadratkilometer och ligger 175,9 meter över havet. Sjön avvattnas av vattendraget Bodvillån.

## Delavrinningsområde
Mjösjön ingår i det delavrinningsområde (702385-157205) som SMHI kallar för Ovan 702387-156895. Medelhöjden är 199 meter över havet och ytan är 9,03 kvadratkilometer. Räknas de 3 avrinningsområdena uppströms in blir den ackumulerade arean 16,37 kvadratkilometer. Bodvillån som avvattnar avrinningsområdet har biflödesordning 2, vilket innebär att vattnet flödar genom totalt 2 vattendrag innan det når havet efter 59 kilometer. Avrinningsområdet består mestadels av skog (89 procent). Avrinningsområdet har 0,09 kvadratkilometer vattenytor vilket ger det en sjöprocent på 1 procent.